# Ancinus seticomvus
Ancinus seticomvus là một loài chân đều trong họ Ancinidae. Loài này được Trask miêu tả khoa học năm 1971.